# Náströnd

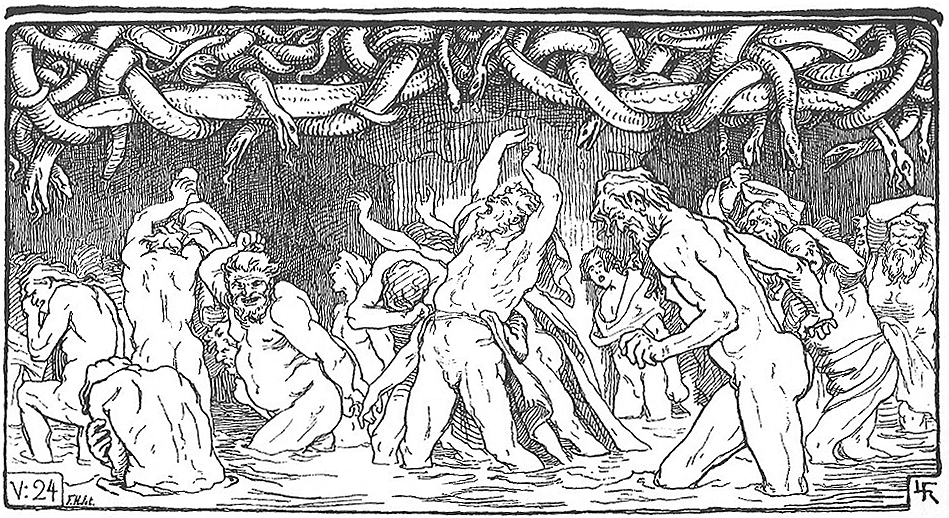
Ilustración de Náströnd (1895) por Lorenz Frølich.

En la mitología nórdica, Náströnd (Playa de los cadáveres) es un lugar en el Helheim donde vive Níðhöggr absorbiendo los fluidos de los cuerpos de los condenados.